# 尾上龍太郎
尾上 龍太郎（おのうえ りょうたろう、1968年2月3日 - ）は、日本の漫画家。男性。大阪府守口市出身。桃山学院高等学校卒業。日本大学芸術学部文芸学科卒業。　

## 人物
デビュー作は、『新世界ブラッドストリート』。
2008年に漫画家の茶畑るりと結婚。同年12月に女児が誕生。

## 作品リスト
- 新世界ブラッドストリート（1991年-、パチンカーワールド、白夜書房）
- 玉男（原作担当・1998年、パチンカーワールド、白夜書房）※作画：ふくしま政美
- モッちゃん（2001年-連載中、パチスロパニック7→パニック7ゴールド、白夜書房→ガイドワークス）
- サバス!（2001年、ヤングチャンピオン、秋田書店）※原作：土田世紀
- スーパーニート（パチスロパニック7、パニック7ゴールド、白夜書房）
- ノリ打ちADRENALIN（2012年-連載中、漫画パチンカーオリジナル、ガイドワークス）